# Zhizhu
Genre
Zhizhu est un genre éteint d'araignées aranéomorphes. Il est considéré comme un Entelegynae incertae sedis.

## Distribution
Les espèces de ce genre ont été découvertes en Chine. Elles datent du Crétacé et du Jurassique.

## Liste des espèces
Selon The World Spider Catalog 17.5 :
- † Zhizhu daohugouensis Selden, Ren & Shih, 2016
- † Zhizhu jeholensis Selden, Ren & Shih, 2016

## Publication originale
- (en) Selden, Ren & Shih, 2016 : Mesozoic cribellate spiders (Araneae: Deinopoidea) from China. Journal of Systematic Palaeontology, vol. 14, no 1, p. 49–74.